# Гипсани завој
Гипсани завој је медицинско средство које се користи у лечењу ортопедских болести и деформација локомоторног система. Данас се употребљавају искључиво фабрички произведени гипсани завоји, које последњих деценија 21. века све више замењују пластичне масе, знатно лакше од гипса. 
Проналазак гипсаног завоја значајно је утицао на развој конзервативне ортопедије савременог доба. За његову примену је заслужан Холанђанин Антониус Матхyсен који је 1852. објавио методу повијања коју је касније читавом Европом проширио Ван де Лее. 

## Историја
Најраније методе имобилизације прелома укључивале су употребу удлага, крутих трака положених паралелно једна уз другу уз поврешену кост. Стари Египћани су користили дрвене удлаге направљене од коре умотане у платно, или чврсте завоје за подршку који су вероватно били изведени из техника балзамирања. 
Иако је примена гипсаног малтера за облагање зидова забележена кроз историју, он изгледа никада није коришћена за завоје. 
Древни хиндуси су лечили преломе бамбусовим удлагама, а Хипократови списи детаљно описују  имобилизацију прелома  дрвеним удлагама, уз коју су препоручивали  вежбе да би се спречила атрофија мишића током имобилизације. 
Стари Грци су за имобилизацију прелома користили воскове и смоле да би направили укрућене завоје, а римски лекар Ауло Корнелије Целзо,  30-тих. године нове ере,  користио је удлаге и завоје које је  учвршћивао скробом. 
Арапски лекари су користили креч добијен од морских шкољки и беланчевине од беланаца за учвршћивање завоја. 
Италијанска школа у Салерну у дванаестом веку препоручивала је завоје очвршћене мешавином брашна и јаја, као што су то радили средњовековни европски народни видари, који су користили облоге од беланаца, брашна и животињске масти. 
У шеснаестом веку, чувени француски хирург Амброаз Паре (1517–1590), који се залагао за хуманије третмане у медицини и промовисао употребу вештачких удова, направио је одливке од воска, картона, тканине и пергамента који су се стврдњавали док су се сушили. Из овог периода остала је запамчена Пареова позната реченица;...(фр. "Je le pansai, Dieu le guérit" — "Ја сам му само завио (бадажирао) а Бог га је излечио")..., најбоље илуструје филозофију његовог животног дела.
Све ове методе су имале су свој значај, али стандардни метод за зарастање прелома био је одмор у кревету и ограничење активности. 
Потрага за једноставнијом методом која захтева мање времена довела је до развоја првих модерних оклузивних завоја, учвршћених прво скробом, а касније гипсом. Амбулантно лечење прелома је директан резултат ових иновација. Иновација модерне имобилизације може се пратити, у раду  четири војна хирурга, Доминик Ларе,  Louis Seutin, Antonius Mathijsen и Николај Пирогов.
Доминик Ларе  (1768–1842) рођен је у малом граду у јужној Француској. Прво је студирао медицину код свог ујака, хирурга у Тулузу. Након кратке службе поморског хирурга, вратио се у Париз, где је био ухваћен у превирања револуције, будући да је био присутан у нападу на Бастиљу. Од тада је своју каријеру направио као хирург у француској револуционарној и Наполеоновој војсци, коју је пратио широм Европе и Блиског истока и стекао огромно искуство из области војне медицине и хирургије. Један од његових пацијената после Бородинске битке 1812. године био је пешадијски официр чија је рука ампутирана до рамена. Пацијент је одмах након операције евакуисан и  из Русије, преко Пољске и Немачке дошао у Француску. Када му је у Француској скинут завој, рана је зарасла. Ларе је закључио да је чињеница да је рана захваљујући имобилизацији била неометана у зарастању. Након рата, Ларе је почео да учвршћује завоје користећи алкохол од камфора, оловног ацетата и беланца умућених у води.
Побољшани метод увео је Луј Сеутен (1793–1865) из Брисела, који је 1815. године служио у савезничкој војсци у рату против Наполеона и једно време био пољу Ватерло. У време израде завоја био је главни хирург у белгијској војсци. Сеутинов завој  састојао се од картонских удлага и завоја натопљених раствором скроба Овим завојима је било потребно 2 до 3 дана да се осуше, у зависности од температуре и влажности околине. Замена скроба декстрином, коју је заговарао Велпо, човек који је на почетку 19. века сматран водећим француским хирургом, смањила је време сушења на 6 сати. Иако је ово био велики напредак, било је још дуго времена потребно да завој очврсне,, посебно у суровом окружењу бојног поља.
Добар опис Сеутинове технике дао је Сампсон Гамгее који ју је научио од Сеутина у Француској током зиме 1851-52 и наставио да промовише њену употребу у Британији. Уд је у почетку био умотан у вуну, посебно преко било каквих коштаних избочина. Картон који је био исечен у облику  удлаге, након влажења обликован је за уд. Уд је затим умотан у завоје пре него што је на спољну површину нанет скробни премаз. Сеутинова техника за примену скробног апарата чинила је основу технике која се данас користи са гипсаним завојима. Употреба ове методе довела је до ране мобилизације пацијената са преломима и значајног смањења потребног времена боравкау болници.

### Материјали
Основни материјал за гипсани завој су памучне трака газе обложене гипсом које се пре употребе натапају водом, и потом мотањем моделирају на имобилисаном делу тела.
Пре употребе ових трака, лекар или техничар за гипс који је специјално обучен за наношење гипса мора да обложи имобилисани део тела платненом навлаком и да на тај начин заштити кожу од директног контакта са гиспаним завојем.
Затим, траке које су натопљене  омота око удова. Материјали се суше и стврдњавају, формирајући гипсану удлагу. После тога пацијент мора бити опрезан при кретању и другим физичким активностима, јер се гипс не суши у потпуности два до три дана. Ни после тога пацијент не сме да плива или да се купа без заштиченог гипса пластичном фолијом.
Због ограничења у примени гипсаног материјала, хирурзи су експериментисали и са другим врстама материјала за употребу као удлаге. Рани материјал сличан пластици била је гутаперка добијена од латекса дрвећа пронађеног у Малаји. Подсећао је на гуму, али је садржао више смола. Када се осушио, био је тврд и нееластичан, али када се загреје постао је мекан и савитљив. Утерховен је 1851. године описао употребу удлага направљених од овог материјала за лечење прелома. Током 1970-их, развој траке за ливење од фибергласа омогућио је израду одливака који је био лакши и издржљивији од традиционалног гипсаног одливака, а такође је отпоран на воду (иако завоји испод нису) помажући пацијенту да буде активнији.
Деведесетих година прошлог века увођење нове ливене облоге је значило да су одливци од фибергласа са овом облогом потпуно водоотпорни, омогућавајући пацијентима да се купају, туширају и пливају док носе гипс. Међутим, водоотпорна ливена облога додаје још отприлике 2 до 3 минута времену примене гипса и повећава цену ливења. Време сушења, међутим, може бити довољно незгодно да гарантује заштиту од влаге у гипсу и завоју. Ове водоотпорне навлаке омогућавају купање и туширање док носите гипс или фиберглас. Водоотпорни поклопац гипса остаје чврсто око гипса и спречава да вода икада допре до њега док је пацијент у контакту са водом. Поклопац се лако може уклонити да се осуши и често се поново користи.

## Намена
У ортопедији гипсани завоји служе за:
- имобилизацију одређеног дела локомоторног система након прелома,костију и уганућа или ишчашења зглобова,
- фиксирање и исправљање деформације у ортопедски коригован (физиолошки) положај,
- екстензију дела тела,
- исправљање деформације или кривог положаја дела тела.
- спречавањe или смањењe мишићних контракција и помаже да се повређено подручје задржи непокретним, посебно након операције, што може помоћи у смањењу болова.[6]

## Компликације
Због природе завоја, уд је недоступан током третмана, а кожа испод гипса постаје сува и љускава јер се одбачене спољашње ћелије коже не испиру или четкају. Такође, гипсани завоји могу довести до кожних компликација које укључују:
- мацерацију, стање које се јавља када су течност или влага у контакту са кожом током дужег временског периода. Кожа постаје мека, влажна, склонија развоју бактеријских и гљивичних инфекција.
- улцерације,
- инфекције,
- осип,
- свраб,
- алергијски контактни дерматитис (штоможе бити последица присуства формалдехида у гипсаним завојима). У врућем времену, стафилококна инфекција фоликула длаке и знојних жлезда може довести до тешког и болног дерматитиса.

Лоше постављен гипсани завој може проузроковати штетне и за поједине делове тела опасне последице. Најтеже компликације јесу:
- поремећај  у крвотоку због странгулације или притискања крвних судова гипсом, што може узроковати некрозу дисталног дела уда због тромбозе,

- притиска на живце, што може довести до парализе, и друга непоправљива оштећења.
- контрактуре или укрућење зглоба услед дуготрајне имобилизације.
- губитак мишићне масе (атрофија мишића) због нарушене функције мишича дуготрајном имобилизацијом.

Остали недостаци гипсаног завоја укључују њихову тежину, која може бити прилично значајна, што ограничава кретање, посебно детета.
Уклањање гипса захтева претходно уништавање гипсане облоге. Процес је често бучан, јер се користи специјална осцилирајућа тестеру која може лако да сече тврди ливени материјал, али има потешкоћа са резањем меког материјала као што је ливена подлога или кожа. Иако је уклањање често безболно, то може бити узнемирујуће за пацијента, посебно за децу. Тестера за сечење може да исече, огули или спали кожу, али ти резултати су неуобичајени, ако се правилно рукује тестером
Поред тога, стандардни гипсани завоји су склон распадању  ако их пацијенти поквасе.

## Класични гипсани завоји
Тврди, спољни слој гипсаног завоја направљен од гипса или фибергласа. 
Памук и други синтетички материјали се користе за облагање унутрашњости гипса како би га учинили меким и пружили подлогу око коштаних подручја, као што су скочни зглоб, ручни зглоб, лакат, али и око подручја нерава и великих крвних судова.
Гипсани одливци се могу обликовати за руку или ногу тела. Долазе у једној боји, белој.
Гипсани одливци од фибергласа су издржљивији и лакши од гипсаних одливака. Долазе у разним бојама и дизајна, и веома су популарни код деце.

## Водоотпорни гипсани завој
Специјалне водоотпорне ливене облоге се могу користити испод одливака од фибергласа тако да се одлив може поквасити а да се не распадне. Ове водоотпорне облоге могу се користити само након што повређено подручје престане да отиче, обично недељу или две након почетне повреде. Водоотпорни гипс се не може користити након операције или када се користе ортопедске фиксационе игле због ризика од инфекције.
Са  водоотпорним гипсом пацијент може да се купа, тушира, па чак и да плива у базену. Међутим, не би требало да седи у хидромасажној кади, да иде на плажу, или да пливају у океану или рибњаку док носи водоотпорни гипс.
Водоотпорни гипсани завој мора  бити свакодневно потпуно потопљен у воду да би подстава одливка била у добром стању. 
Ову врсту гипсаног завоја може да поставља и уклања само искусан клиничар или техничар који разуме специфичне захтеве водоотпорног гипса.